# 第十一章：女繼承人
〈第十一章：女繼承人〉（英語：Chapter 11: The Heiress）是美國太空歌劇網路電視劇《曼達洛人》第二季的第三集，本集由節目統籌強·法夫洛編劇，布萊絲·達拉斯·霍華執導，於2020年11月13日在Disney+上線。佩德羅·帕斯卡領銜出演男主角曼達洛人，他是一名孤獨的槍手和賞金獵人，為找到絕地武士，他登上由帝國殘餘勢力掌控的一艘飛船，幫助博-卡坦·克里茲搶劫貨艙中的武器。

## 劇情
由於「刀鋒之巔」在與蛛群戰鬥中嚴重受損，曼達洛人駕駛的這艘飛船在降落至查斯克星的著陸場時跌入水中。飛船被吊上來之後，曼達洛人付款給一名蒙卡拉馬里人，請他幫助修復飛船。
蛙女士在碼頭丈夫會面。曼達洛人根據蛙人提供的線索，來到當地的酒館，與聲稱曾見過其他曼達洛人的夸潤人會面。夸潤人請他登上漁船，聯合其他船員設計將曼達洛人關進船中水牢，以獲得他的曼達洛鎧甲。危急之際，三名曼達洛人博-卡坦·克里茲、科斯卡·李維和阿克斯·沃夫斯登上漁船，解救了丁·賈林和被怪物吞入口中的孩子，殺死眾多夸潤人。三人摘下頭盔，丁·賈林認為他們不是真正的曼達洛人。三人的首領博-卡坦·克里茲向丁·賈林解釋稱，他一直所遵循的古代曼達洛正道，是宗教狂熱復古組織「守望之子」（Child of the Watch）的教義，已經脫離主流的曼達洛社會。固執的丁·賈林沒有信任他們，獨自離開。
丁·賈林遭到夸潤人族群圍攻，博-卡坦等三人再次趕到殺死夸潤人。博-卡坦向丁·賈林說明，帝國殘餘勢力從曼達洛星掠奪來的財物和武器正在查斯克星交易。他們計劃搶劫這些武器，奪回曼達洛星。這些財物之中還包括曼達洛族人鑄造的暗劍。博-卡坦以絕地武士的情報作為交換條件，邀請丁·賈林幫助奪回這些武器。
丁·賈林、博-卡坦、科斯卡和阿克斯登上飛船，消滅多名帝國風暴兵。四人被關入貨艙之中，博-卡坦表示他們的真實目標是利用這些武器控制飛船。情況危機之下，飛船的艦長向星區長吉迪恩請求支援，得知曼達洛人控制飛船上除了艦橋之外的所有區域之後，吉迪恩命令艦長選擇犧牲，墜毀飛船，避免武器落入敵人之手。曼達洛人及時進入艦橋阻止了艦長，博-卡坦逼問艦長暗劍的下落，艦長沒有回答，自盡身亡。
博-卡坦博-卡坦告訴曼達洛人可以在烏鴉座森林星球上的卡洛丹（Calodan）城見到絕地武士亞蘇卡·譚諾。駕駛尚未完全修復的「刀鋒之巔」，曼達洛人帶著孩子前去尋找亞蘇卡。

## 製作

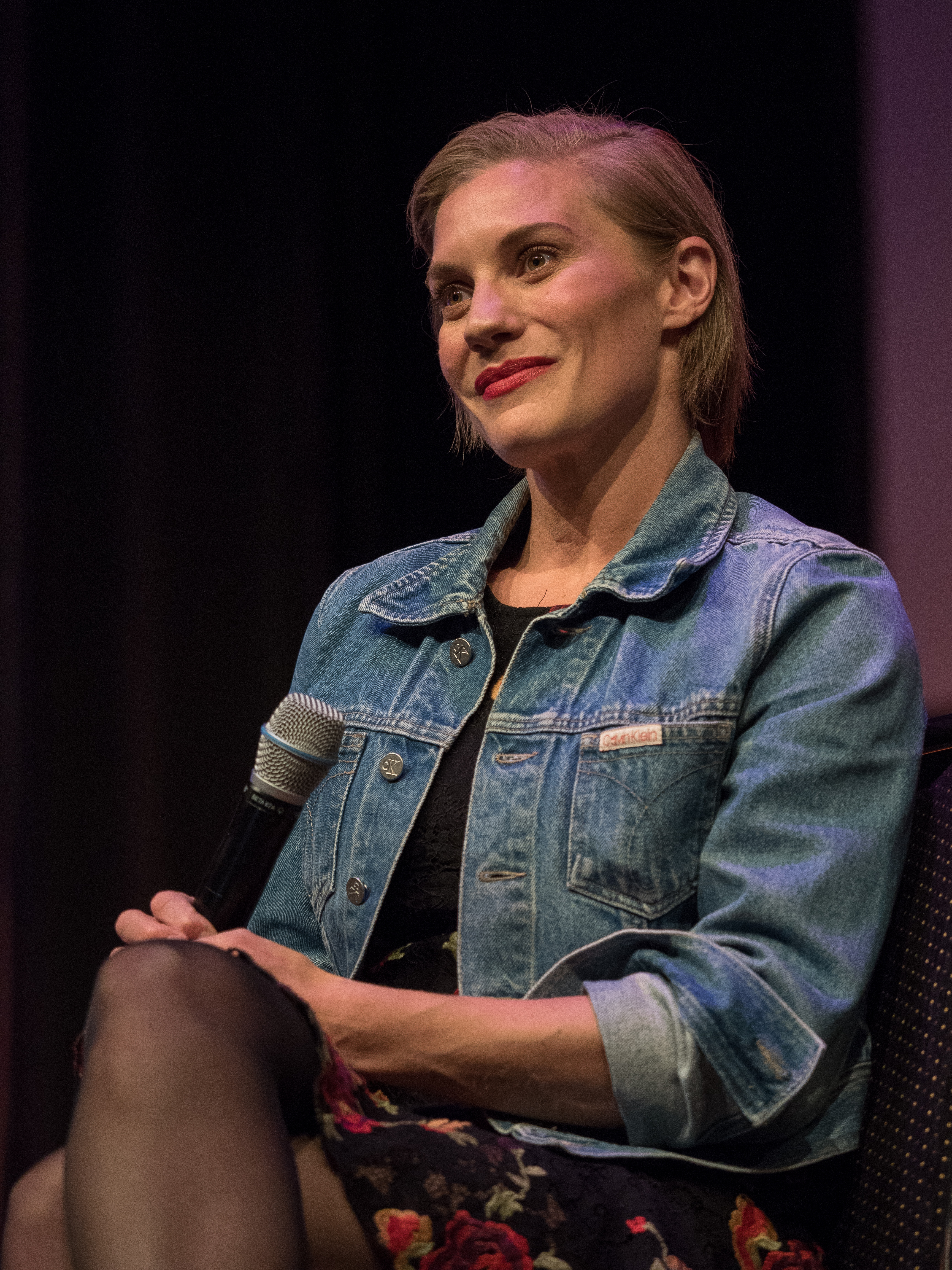
凱蒂·薩克沃夫飾演的博-卡坦·克里兹於本集中登場

### 開發
本集由節目統籌強·法夫洛編劇，布萊絲·達拉斯·霍華執導。
劇中「刀鋒之巔」著陸前穿過大氣層的場景是向朗·霍華執導的電影《阿波羅13號》中類似場景致敬。碼頭邊的塔吊由AT-AT改裝而成。

### 選角
2020年5月12日，凱蒂·薩克沃夫確定出演博-卡坦·克里兹，她此前在動畫影集《星際大戰：複製人之戰》和《星際大戰：反抗軍起義》中為該角色配音。米斯蒂·羅莎斯（Misty Rosas）回歸繼續擔當蛙女士的形態演員，她此前曾擔當奎伊爾的形態演員，梅賽德斯·瓦納多出演曼達洛人科斯卡·李維，西蒙·凱斯安尼斯出演曼達洛人阿克斯·沃夫斯，泰塔斯·威利弗出演為帝國星區長吉迪恩效力的飛船艦長，詹卡洛·埃斯波西托回歸出演星區長吉迪恩。
此外，約翰·卡梅倫（John Cameron）客串出演蛙女士的丈夫。布倫丹·韋恩（Brendan Wayne）、巴里·洛文（Barry Lowin）和拉夫·克羅德是佩德羅·帕斯卡的特技替身演員。孩子的動作由多名傀儡师完成。

### 音樂
《曼達洛人》第二季的音樂原聲帶由魯德溫·葛瑞森作曲，第一輯數位版於2020年11月20日發行，包括前四集原創音樂。

## 迴響
〈第十一章：女繼承人〉得到整體好評。在影視匯總媒體點評網站爛番茄上，本集獲得95%的新鮮度，8.39/10分（20位劇評人）。
英國《廣播時報》的撰稿人休·富勒頓（Huw Fullerton）給出四星評價，表示「《曼達洛人》第一季的主線故事相當鬆散，很高興能夠在本集中看到劇情開始變得複雜，而且關聯到此前《星際大戰》系列中的故事。」《紐約》雜誌的劇評人基思·菲普斯（Keith Phipps）同樣給出四星評價，稱讚本集加強了與《星際大戰》系列故事的聯繫，同時保留了能夠吸引普通觀眾的細節劇情。

## 備註
1. ↑  參見〈第十章：旅人〉。
2. ↑  參見〈第八章：救贖〉和動畫影集《星際大戰：反抗軍起義》。

## 資料來源
1. ↑  Weintraub, Steve. . Collider. 2020-06-19  [2020-06-21]. （原始内容存档于2020-06-21） （美国英语）.
2. ↑  Gemmill, Allie. . Collider. 2020-11-14  [2020-11-16]. （原始内容存档于2020-11-16） （美国英语）.
3. 1 2  Phipps, Keith. . New York Magazine. 2020-11-13  [2020-11-16]. （原始内容存档于2020-11-16） （美国英语）.
4. ↑  Sciretta, Peter. . /Film. 2020-05-12  [2020-05-12]. （原始内容存档于2020-05-12） （美国英语）.
5. 1 2  Dumaraog, Ana. . Screen Rant. 2020-11-13  [2020-11-13]. （原始内容存档于2020-11-16） （美国英语）.
6. ↑  Miller, Liz Shannon. . Vulture. 2019-12-09  [2019-12-09]. （原始内容存档于2019-12-09）.
7. ↑  Spencer, Samuel. . newsweek.com. 2019-12-02  [2020-06-28]. （原始内容存档于2019-12-08） （美国英语）.
8. ↑  Burlingame, Jon. . Variety. 2020-10-30  [2020-10-31]. （原始内容存档于2020-10-31） （美国英语）.
9. ↑  . Apple Music. Apple Inc. 2020-11-20  [2020-11-20]. （原始内容存档于2020-12-15） （美国英语）.
10. ↑  ,   [2020-11-16], （原始内容存档于2020-11-16） （美国英语）
11. ↑  Fullerton, Huw. . Radio Times. 2020-11-13  [2020-11-16]. （原始内容存档于2020-11-16） （英国英语）.

## 外部連結
- 官方网站
- 互联网电影数据库（IMDb）上《第十一章：女繼承人》的资料（英文）
- Wookieepedia上的相关条目：〈第十一章：女繼承人〉